# Anarquía de los doce señores

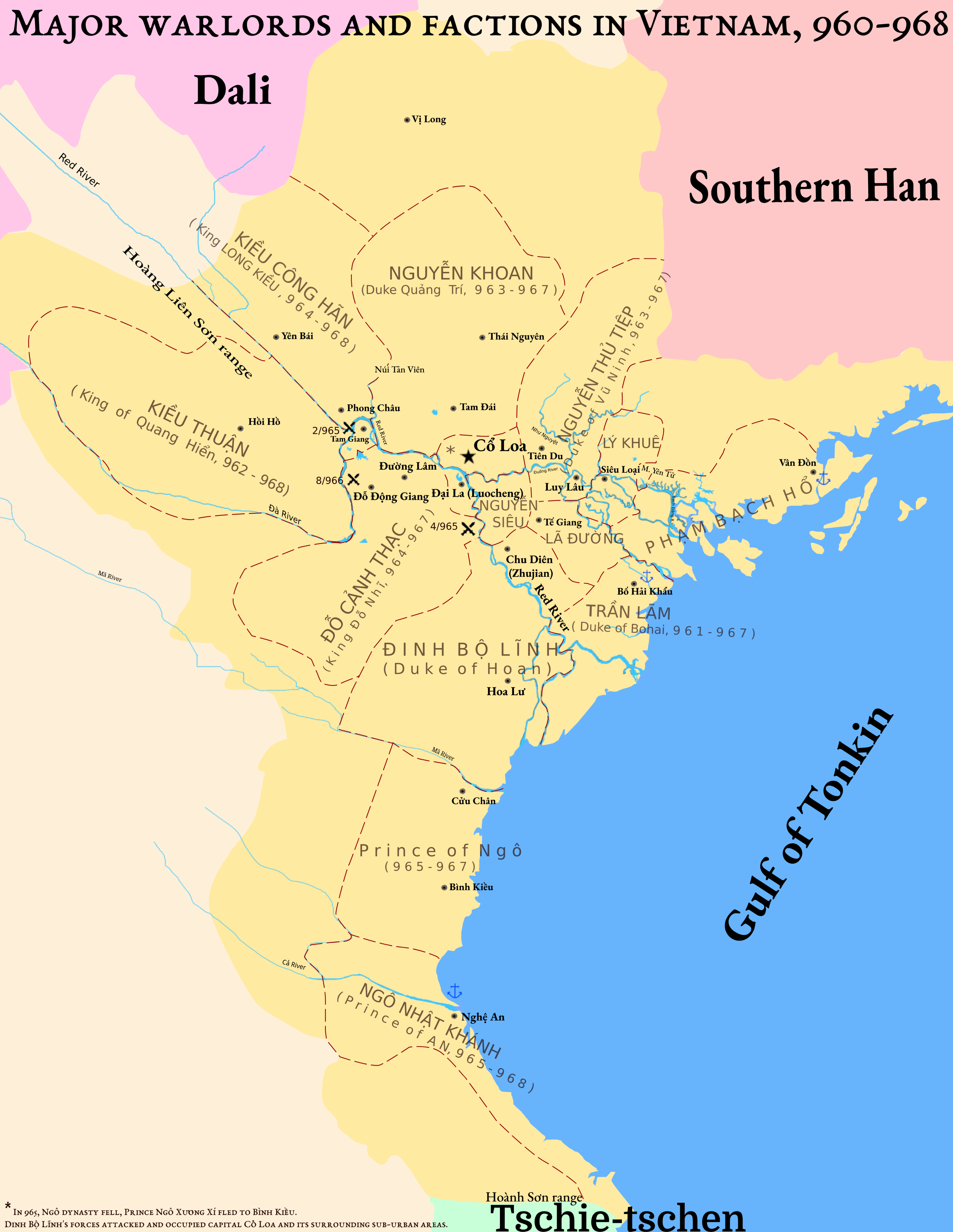
El mapa muestra el área de guerra dividida por cada caudillo en la guerra civil.

La anarquía de los 12 señores de la guerra (en vietnamita: Loạn 12 sứ quân o Loạn Thập nhị sứ quân), también conocido como el Período de los Doce Señores de la Guerra, fue un período de caos y guerra civil en la historia de Vietnam, desde 966 hasta 968 durante la Dinastía Ngô, debido a un conflicto de sucesiones después de la muerte del rey Ngô Quyền. Este período también se denomina a veces simplemente de los doce señores de la guerra (en vietnamita: Thập nhị sứ quân, Hán tự : 十二 使君). 

## Historia
En 939, Ngô Quyền se convirtió en Rey de Tĩnh Hải quân (como se llamaba a Vietnam) después de derrotar a los Han del Sur y declarar su independencia del gobierno chino de siglos. Después de la muerte de Ngô Quyền en 944, su cuñado Dương Tam Kha, que debía servir como regente al hijo del rey, el Príncipe Ngô Xương Ngập, usurpó el trono y se proclamó rey bajo el título Dng Bình Vương, gobernando desde 944 hasta 950.  Como resultado, el príncipe Ngô Xương Ngập huyó y se escondió en el campo. El hermano menor del príncipe, el príncipe Ngô Xương Văn se convirtió en el hijo adoptivo de Dương Tam Kha. 
Debido al acceso ilegítimo de Dương Tam Kha, muchos señores locales se rebelaron al tomar el poder de su gobierno local y crear conflicto con la corte de Dng. El rey Dương Tam Kha envió un ejército dirigido por el Príncipe Ngô Xương Văn para reprimir la rebelión. Sin embargo, con el ejército a sus órdenes, el príncipe volvió y derrotó al rey en 950. En lugar de administrar un duro castigo, Ngô Xương Văn perdonó a Dương Tam Kha y lo degradó al título de señor. Ngô Xương Văn fue entonces coronado rey bajo el título de Nam Tấn Vương, y envió por su hermano mayor. En 951 Ngô Xương Ngập regresó y fue coronado rey bajo el título Thiên Sách Vương, y con su hermano se convirtió en cogobernante del país. Sin embargo, el gobierno conjunto duró poco, ya que el hermano mayor, el rey Ngô Xng Ngập, murió de enfermedad en 954. 
A pesar del regreso de los legítimos herederos al trono, las rebeliones continuaron afligiendo al país. En 965, en un intento de sofocar una rebelión, el rey Ngô Xương Văn fue asesinado en Bố Hải Khẩu (actual provincia de Thái Bình) por Lã Xử Bình, un general bajo su gobierno.  El príncipe Ngô Xưong Xí, hijo del rey Ngô Xương Văn, heredó el trono, pero no pudo mantener la autoridad de su padre. Se retiró al área de Bình Kiều y se estableció como un señor allí.  Con la Dinastía Ngô desaparecida, Vietnam se dividió en 12 regiones, cada una administrada por un caudillo, que converge en tres fuerzas principales en el conflicto: los descendientes de la Dinastía Ngô, incluidos Ngô Cảnh Thạc, Ngô Xương Xí y Ngô Nhật Khánh; Lã Xử Bình en Cổ Loa; y una alianza entre Trần Lãm, Đinh Bộ Lĩnh y Phạm Phòng Át.
Otros señores no participaron directamente en el conflicto más allá de la defensa de sus respectivas regiones. 
Đinh Bộ Lĩnh, hijo adoptivo de Trần Lãm que gobernó la región de Bố Hải Khẩu, sucedió a Lãm después de su muerte. En 968, Đinh Bộ Lĩnh derrotó a los otros once señores, tomando así el control del país. En el mismo año, ascendió al trono, se proclamó emperador con el título Đinh Tiên Hoàng, estableció la dinastía Đinh y cambió el nombre del país a Đại Cồ Việt. Él movió la capital a Hoa Lư.

## Lista de 12 señores
1. Ngô Xương Xí (吳昌 熾) ocupó Bình Kiều, actual Khoái Châu, (Triệu Sơn - Thanh Hóa) Provincia de Thanh Hóa.
2. Đỗ Cảnh Thạc (杜景碩) se refirió a sí mismo como el Duque Đỗ Cảnh (Đỗ Cảnh Công), que se encontraba en G Động Giang, actual Thanh Oai, Hà Nội.
3. Trần Lãm (陳 覽) se refirió a sí mismo como el duque Trần Min , que se encontraba en Bố Hải Khấu, en Kỳ Bố, en la provincia de Thái Bình.
4. Kiều Công Hãn (矯 公 罕) se refirió a sí mismo como Kiều Tam Chế, que se encontraba en Phong Châu - Bạch Hạc, provincia de Phú Thọ
5. Nguyễn Khoan (阮 寬) se refirió a sí mismo como Nguyễn Thái Bình, que se encontraba en Tam Đái - Vĩnh Tường, provincia de Vĩnh Phúc
6. Ngô Nhật Khánh (吳 日 慶) se refirió a sí mismo como el Duque Ngô Lãm (Ngô Lãm Công), en Lng Lâm, Sơn Tây, Hà Nội
7. Lý Khuê (李奎) se refirió a sí mismo como Lý Lãng Công, que se encontraba en Siêu Loại - Thuận Thành, provincia de Bắc Ninh.
8. Nguyễn Thủ Tiệp (阮守捷) se refirió a sí mismo como Nguyễn Lệnh Công, que se encontraba en Tiên Du, provincia de Bắc Ninh
9. Lã Đường (呂唐) se refirió a sí mismo como el duque Lã Tá, que se encontraba en Tế Giang - Văn Giang, provincia de Hưng Yên
10. Nguyễn Siêu (阮 超) se refirió a sí mismo como Nguyễn Hữu Công, que se encontraba en Tây Phù Liệt - Thanh Trì, Hà Nội
11. Kiều Thuận (矯 順) se refirió a sí mismo como Kiều Lệnh Công , que se encontraba en Hi Hồ - Cẩm Khê, provincia de Phú Thọ
12. Phạm Bạch Hổ (範白虎) se refirió a sí mismo como Phạm Phòng Át, que se encontraba en Châng Châu, provincia de Hưng Yên.

De ellos, Ngô Xương Xí y Ngô Nhật Khánh eran nobles de la Dinastía Ngô, Phạm Bạch Hổ, Đỗ Cảnh Thạc, Kiều Công Hãn eran funcionarios de la Dinastía Ngô. Los restantes ern considerados terratenientes locales o nobles de las naciones del norte, que eran las naciones antiguas en territorio de la actual China. 
Los hallazgos recientes sugieren que hubo un decimotercer señor que no está incluido en la lista: Dương Huy, que gobernó una región al sureste de Cổ Loa.

## Đinh Bộ Lĩnh
Đinh Bộ Lĩnh solía ocupar algunos puestos en Hoan Châu (Nghệ An y Hà Tĩnh hoy), pero perdió sus posiciones y volvió a Hoa Lư en 950.  Allí, se convirtió en hijo adoptivo y general subordinado de Trần Lãm.  Considerando que Bộ Lĩnh era el líder más razonable que podía manejar las circunstancias, Trần Lãm se retiró y le dio todo el poder. Đinh Bộ Lĩnh llevó al ejército a ocupar Hoa Lư, que luego se convirtió en la capital nacional bajo su reinado.
Đinh Bộ Lĩnh fue respetado como Vạn Thắng Vương (萬勝 王, Wànshèng Wáng, literalmente El rey de las diez mil victorias) debido a sus continuas victorias. En 968, la era terminó y fue reemplazada por la era de la dinastía Đinh. 

## Derrota de los señores
Đinh Bộ Lĩnh comenzó derrotando a Lã Xử Bình en Cổ Loa.
La batalla con Đỗ Cảnh Thạc en G Gng Giang tomó más de un año, hasta que Bộ Lĩnh se apoderó de la fortaleza y Đỗ Cảnh Thạc fue asesinado. 
En Tây Phù Liệt, Nguyễn Siêu perdió a cuatro de sus generales en la primera batalla con Đinh Bộ Lĩnh.  En la segunda batalla, dividió su ejército por la mitad para buscar apoyo.  Sin embargo, sus barcos naufragaron, y Bộ Lĩnh ordenó a sus soldados prender fuego a los campamentos del ejército restante. Nguyễn Siêu murió.
A principios de 968, después de derrotar y matar a Nguyễn Thủ Tiệp, Kiểu Công Hãn, Nguyễn Khoan, Kiều Thuận, Lý Khuê, Lãng, la guerra terminó y Đinh Bộ Lĩnh unió con éxito las regiones divididas.
También convenció a Phạm Bạch Hồ, Ngô Xương Xí y Ngô Nhật Khánh para que se rindieran y se unieran a su ejército.